# Alphamstone
Alphamstone är en by och en civil parish i Braintree i Essex i England. Orten har 177 invånare (2001). Den har en kyrka.